# Valinor
J. R. R. Tolkien történeteiben Valinor a valák Áldott Birodalma Aman védett belső területén. 
Almaren szigetén állt otthonuk pusztulása után a valák elmenekültek Aman kontinensére, és megalapították birodalmukat, amelyet Valinornak hívtak. Ezen a védett helyen a valák összegyűjtöttek minden szépet és Valinor ragyogóbb lett, mint Középfölde volt hajdan. A síkság közepén épült meg a valák csoda szép városa Valmar, amelynek nyugati kapujánál emelkedett Ezellohar dombja, és itt állt Valinor Két Fája. A keleten húzódó Pelóri hegység legmagasabb csúcsán, a Taniquetilen állt Manwe trónja, ahonnan ő és Varda belátták az egész Földet.

## Története
|  | Alább a cselekmény részletei következnek! |

Az Első Kor előtt a tündék nagy része (a vanyák, a noldák és a telerek egyes csoportjai) ide vonult, hogy a Valák mellett éljenek. A vanyák a Taniquetil lábán telepedtek le, a noldák főleg Tirionban, míg a telerek Alqualondë kikötővárosában éltek.
Melkor rabságából szabadulva a tündék közt járt Valinorban, és addig munkálkodott, amíg sikerült a valák ellen hangolnia őket. A legkritikusabb pillanatban a pók alakjában élő Ungolianttal szövetkezve megmérgezte a két Fát, a zűrzavarban ellopta a Szilmarilokat, és Középföldére szökött. A noldák bűneik és a Szilmarilok visszaszerzése miatt követték.
A noldák futása után Valinor két koron keresztül békében élt, amíg a Másodkor 3319. évében Ar-Pharazôn númenori király serege partra nem szállt a halhatatlanságot keresve. Ekkor a valák Eru Ilúvatarhoz fordultak segítségért, aki kiemelte Valinort Ardából, és a Földet gömbbé formálta. A Valinorba vezető egyetlen utat azóta kizárólag a tünde hajósok ismerik.